# Adonea
Adonea là một chi nhện trong họ Eresidae.